# Peperomia pertomentella
Peperomia pertomentella är en pepparväxtart som beskrevs av William Trelease. Peperomia pertomentella ingår i släktet peperomior, och familjen pepparväxter. Inga underarter finns listade i Catalogue of Life.